# Eduardův kámen
Eduardův kámen är en klippa i Tjeckien.   Den ligger i regionen Ústí nad Labem, i den nordvästra delen av landet, 90 km nordväst om huvudstaden Prag. Eduardův kámen ligger 910 meter över havet.
Terrängen runt Eduardův kámen är kuperad söderut, men norrut är den platt. Eduardův kámen ligger uppe på en höjd.Runt Eduardův kámen är det glesbefolkat, med 18 invånare per kvadratkilometer. Närmaste större samhälle är Most, 17,1 km sydost om Eduardův kámen. I omgivningarna runt Eduardův kámen växer i huvudsak blandskog.